# لوید سی. داگلاس
لوید سی. داگلاس (انگلیسی: Lloyd C. Douglas؛ ۸ اوت ۱۸۷۷ – ۱۳ فوریهٔ ۱۹۵۱) یک پدیدآور، و رمان‌نویس اهل ایالات متحده آمریکا بود.

## کتابشناسی
- ردا (۱۹۴۲)